# Narn i Chîn Húrin
O porțiune din Narn i Chîn Húrin sau Povestea copiilor lui Húrin face parte din cartea Povești neterminate a autorului englez J. R. R. Tolkien și reprezintă o versiune în proză a unui poem anterior, intitulat The Lay of the Children of Húrin. O versiune completă a poveștii, intitulată Copiii lui Húrin, editată de Christopher Tolkien, a fost lansată în volum în 2007.
Narn (așa cum este denumită uzual) este povestea peripețiilor lui Húrin și a copiilor săi, Túrin Turambar și Nienor, după ce Húrin a fost blestemat de Morgoth. În Silmarillion apare o versiune mai completă dar cu mai puține detalii, intitulată Despre Túrin Turambar.
În Silmarillion și Povești neterminate, titulatura Narn apare ca Narn i Hîn Húrin. Aceasta reprezintă o decizie editorială a lui Christopher Tolkien pe care a regretat-o ulterior, luată pentru ca lumea să nu pronunțe Chîn ca pe englezescul "Chin". Copiii lui Húrin folosește "Chîn".

## Istoria fictivă
Versiunea originală din Narn a fost compusă în sindarină folosind metrica Minlamad thent/estent, autorul ei fiind Dírhaval, un om care stăpânea foarte bine limba elfică, poemul său fiind apreciat de elfi. Poemul a fost compus la câteva decenii după moartea lui Túrin; se spune că Dírhaval ar fi trăit pe Muntele Sirion și ar fi murit în raidul Fiilor lui Fëanor din anul 538.

## Intriga
Povestea dezvoltă ceea ce se relatează în Silmarillion desore aceste personaje, începând cu copilăria lui Túrin, continuând cu captivitatea tatălui său în Nírnaeth Arnoediad și cu exilul lui Túrin în Doriath, cu perioada petrecută de Túrin în Nargothrond, relația incestuoasă neintenționată cu sora lui, Nienor, și terminând cu sinuciderea cu ajutorul sabiei Gurthang după omorârea lui Glaurung.
Elemente de referință privind numele personajelor principale:
În această poveste, Túrin își ia numele Turambar, însemnând Stăpânul Destinului în limba quenyană, ceea ce reprezintă un jurământ de a se opune întunericului care îi condusese viața până atunci. Sora lui, Nienor, este numită Níniel, însemnând Fecioara Lacrimilor. Ea primește numele chiar de la Turambar după ce acesta o găsește singură și confuză în pădure. El îi află numele și originea adevărate doar mult mai târziu. Secțiunea se sfârșește cu pomenirea de către elfi a numelor Túrin Turambar Dagnir Glaurunga (ucigașul dragonului Glaurung) și Nienor Níniel.
Între această poveste și cea din Silmarillion există nepotriviri, iar în unele locuri apar goluri în ambele. Acest lucru se datorează faptului că Tolkien nu a terminat niciodată povestea, iar fiul său, Christopher Tolkien, a trebuit să aleagă din ciorne pentru a crea o narațiune consistentă în Silmarillion.
Narn continuă în Later Narn, publicată în Povești neterminate și în The Wanderings of Húrin, un text prea diferit stilistic de restul Silmarillionului, dar care relatează evenimentele de după moartea lui Túrin și eliberarea lui Húrin. Povestea aceasta a fost publicată în cele din urmă în The War of the Jewels, o parte a seriei The History of Middle-earth.

## De consultat
- Copiii lui Húrin